# NADエレクトロニクス
NADエレクトロニクス (NAD Electronics) は、カナダの音響機器メーカーである。かつての社名は New Acoustic Dimension。

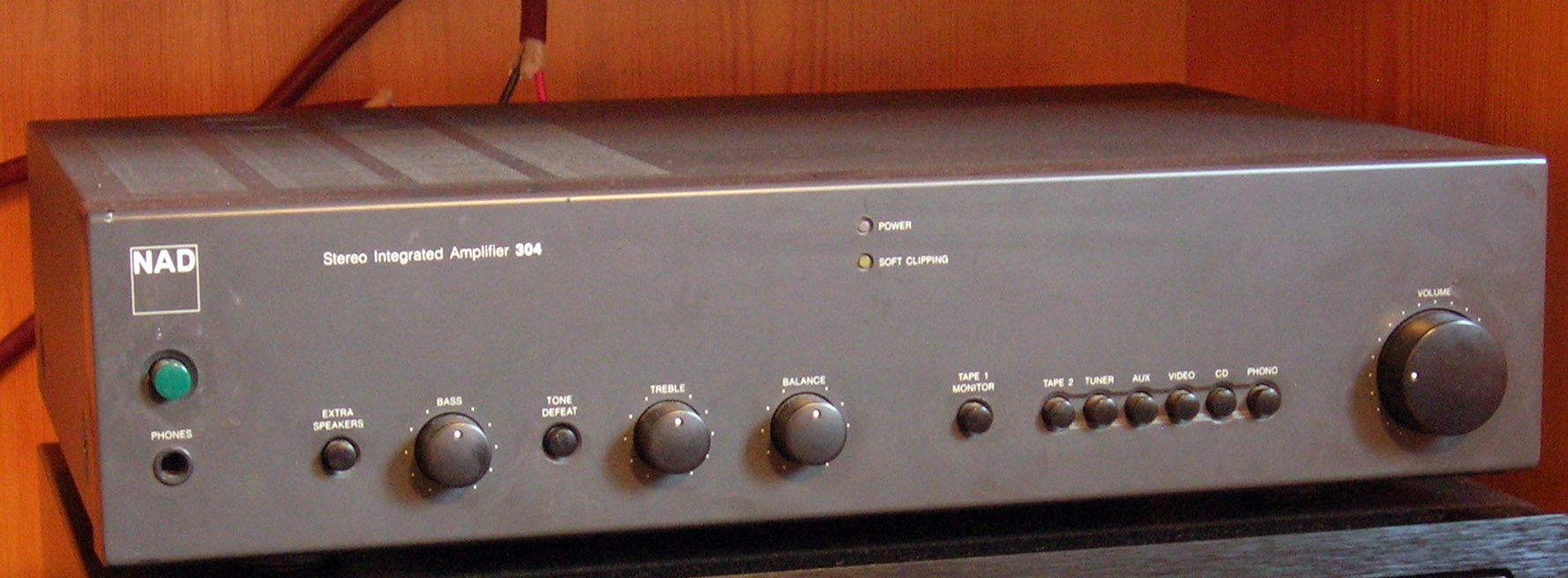
NAD 304 アンプ。前面左上のロゴは、カラーなら赤地に白字となる。

家庭用の低～中価格帯のアンプ（プリアンプ、メインアンプともに）を製造している。日本には輸出していない。